# Villiers-Saint-Denis
Villiers-Saint-Denis és un municipi francès situat al departament de l'Aisne i a la regió dels Alts de França. L'any 2017 tenia 1127 habitants.

## Demografia
El 2007 tenia 1.036 habitants, 344 famílies i 394 habitatges

## Economia
El 2007 la població en edat de treballar era de 688 persones. Hi havia 32 establiments. L'any 2000 hi havia 20 explotacions agrícoles que conreaven un total de 52 hectàrees.
El 2009 hi havia una escola elemental, un hospital de tractaments de curta durada, un de tractaments de mitja durada (seguiment i rehabilitació) i un psiquiàtric.